# Адамс, Энсел

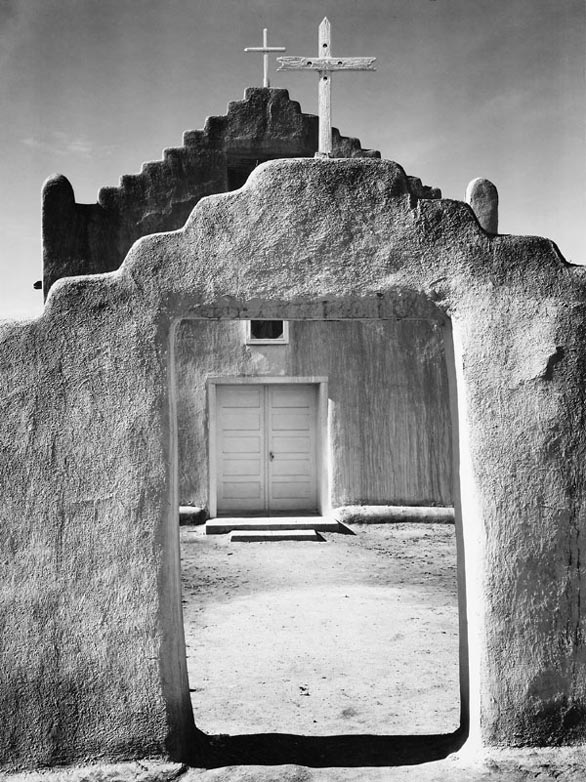
Церковь Адамса, Таос, Пуэбло (1942 год)

Энсел Истон Адамс (англ. Ansel Easton Adams; 20 февраля 1902 — 22 апреля 1984) — американский фотограф, наиболее известный своими чёрно-белыми снимками американского Запада. Один из наиболее известных мастеров фотографии XX века.
Адамс является автором ряда книг, включая трилогию «Камера», «Негатив», «Отпечаток» (англ. The Camera, The Negative, The Print). Один из основателей фотографической группы f/64. Один из важнейших представителей фотографии Нового ви́дения. Кроме того, Адамс вместе с Фредом Арчером, создал зонную систему, позволяющую фотографам улучшить контроль за качеством готового негатива.

## Биография

### Детство и юность
Энсел Адамс родился в Сан-Франциско, США 20 февраля 1902 года. В четыре года во время достаточно сильного землетрясения он упал и сломал нос, который остался искривлённым на всю жизнь.
Энсел был очень активным и в то же время часто болеющим ребёнком. У него не хватало сил и терпения для игр и занятий спортом. С раннего возраста у Адамса была развита тяга к природе, его можно было часто застать за собиранием жуков или изучением близлежащего пляжа. Когда отец, Чарльз Адамс, купил телескоп, у него с сыном появилось общее увлечение.
Энсела воспитывали в духе философии трансцендентализма Ральфа Уолдо Эмерсона — жить скромной и добродетельной жизнью, руководствуясь социальной ответственностью перед человеком и природой. С переломанным после землетрясения носом, конфликтами дома, плохой успеваемостью и уживчивостью в многочисленных школах, Энсел находил успокоение в чистоте природы во время своих прогулок, которые его по обыкновению строгий отец почти никогда ему не запрещал.
В 1912 году, когда Адамсу было 10 лет, отец забрал его из детского сада и организовал домашнее обучение, которое включало в том числе уроки фортепьяно и греческого языка. Увлечение музыкой было достаточно серьёзным, но позже он познакомился с работами фотографа Пола Стренда и заинтересовался фотографией. После этого Адамс долго не мог сделать выбор между двумя своими увлечениями.
В возрасте 17 лет Адамс вступил в клуб «Сьерра» (англ. Sierra Club), занимающийся защитой природных памятников и богатств. Он оставался членом организации на протяжении всей жизни. Многие фотографии Адамса были посвящены охране природы и использовались клубом в своей работе.

### Карьера

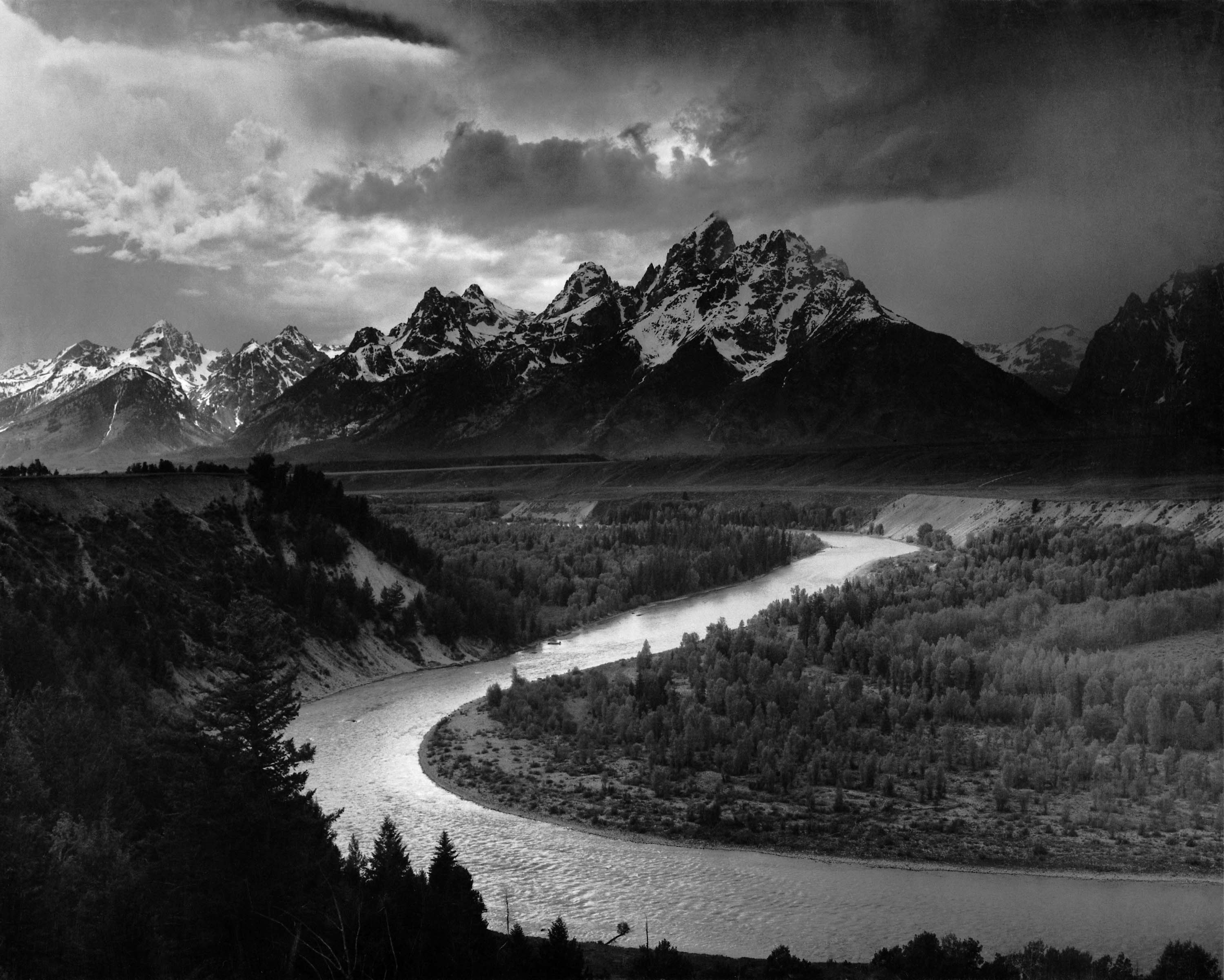
Фотография «Вершины Титона и река Снейк» (The Tetons and the Snake River), 1942 год

В 1930-х годах Адамс выпустил собственную книгу фотографий «Сьерра-Невада: Тропа Джона Мьюра» (англ. Sierra Nevada: The John Muir Trail, изданную в рамках выступлений «Сьерры» за охрану национальных парков США.
В 1932 году в Мемориальном музее им. де Янга (Сан-Франциско) открылась персональная выставка фоторабот Адамса, где были представлены 80 его фотографий. В том же году Адамс, Имоджен Каннингем и Эдвард Уэстон создали «Группу f/64» (англ. f/64 Group), которая отстаивала принципы «прямой фотографии» (англ. Straight photography) и находилась в оппозиции к популярному тогда пикториализму.
Во время Второй мировой войны Адамс работал фотографом в министерстве внутренних дел США. В этот период он создал фотоочерк, выставленный в Музее современного искусства, а позже изданный под названием «Рождённые свободными и равными: История лояльных японцев в Америке» (англ. Born Free and Equal: The Story of loyal Japanese-Americans).
В 1942 году Адамс создал свою знаменитую «систему зон». Она помогала фотографам в определении точной экспозиции и выдержки которые позволяли достичь оптимального перехода полутонов.
В 1946 году Адамс основал первый в США факультет фотографии в Калифорнийской школе искусств (англ. California School of Fine Art, ныне — San Francisco Art Institute). Возглавить факультет Адамс пригласил Майнора Уайта.
В 1952 году Энсел Адамс участвовал в основании влиятельного фотожурнала «Aperture».
С 1962 года Энсел постепенно начал отходить от дел и переехал в Кармел-Хайлэндс в Калифорнии. В американских национальных парках были созданы наиболее известные фотографии Адамса.
В марте 1963 года Адамс и Нэнси Нюхол сделали серию снимков университетского городка Калифорнийского университета (Риверсайд), посвященную его столетию. Сборник был издан под названием «Fiat Lux» (девиз университета) и сегодня хранится в Музее фотографии Калифорнийского университета (Риверсайд).
За свою жизнь Адамс трижды становился лауреатом сообщества им. Соломона Гуггенхейма. В 1966 году он был избран членом Американской академии гуманитарных и точных наук. В 1980 году получил Президентскую медаль свободы от американского президента Джимми Картера.
Фотография Адамса «Хребет Ти́тон и река Снейк» (англ. The Tetons and the Snake River) вошла в число 116 работ, отобранных для занесения на золотую пластинку «Вояджера» с целью представить внеземным цивилизациям информацию о природе и геологии Земли.

### Смерть
Энсел Адамс умер от остановки сердца 22 апреля 1984 года. Правами на публикацию работ Адамса обладает «The Ansel Adams Publishing Rights Trust».